# New Richland
New Richland is een plaats (city) in de Amerikaanse staat Minnesota, en valt bestuurlijk gezien onder Waseca County.

## Demografie
Bij de volkstelling in 2000 werd het aantal inwoners vastgesteld op 1197.
In 2006 is het aantal inwoners door het United States Census Bureau geschat op 1161, een daling van 36 (-3,0%).

## Geografie
Volgens het United States Census Bureau beslaat de plaats een oppervlakte van
1,5 km², geheel bestaande uit land. New Richland ligt op ongeveer 360 m boven zeeniveau.

## Plaatsen in de nabije omgeving
De onderstaande figuur toont nabijgelegen plaatsen in een straal van 20 km rond New Richland.